# Eupeta
L'eupeta (Eupetes macrocerus) és un estrany ocell d'aspecte de rascló de color marró, habitant del sòl del bosc primari, a la península de Malaca i Sumatra (la subespècie nominal macrocerus), així com a Borneo (ssp. borneensis). La seva població ha disminuït molt, ja que gran part dels boscos primaris de les terres baixes ha desaparegut, i els boscos secundaris en general tenen una vegetació molt densa o no ofereixen prou ombra, necessària per a l'espècie. No obstant això, a nivell local continua sent comú als boscos talats o en illots de bosc, i probablement no està en perill immediat d'extinció. L'espècie és poc coneguda i s'ha contemplat poques vegades, en gran part a causa dels seu caràcter tímid.

## Taxonomia
Les opinions sobre la ubicació taxonòmica correcta han variat. En una època es va col·locar a la família dels timàlids (Timaliidae). Fins fa poc, se'l va considerar inclòs a la família dels cinclosomàtids (Cinclosomatidae), i anteriorment als ortoníquids (Orthonychidae) quan els membres dels cinclosomàtids eren considerats part d'aquella família.
No obstant això, Serle (1952) ja va assenyalar una sèrie de similituds entre aquesta espècie i les dues del gènere Picathartes: proporcions similars, posició de les fosses nasals, forma del front, i de la cua. Basant-se en estudis moleculars, Jonsson et al. (2007) sosté que aquesta postura està més a prop de la posició correcta per a aquesta espècie, Eupetes macrocerus està més estretament relacionat amb aquest últim grup, constituint una altra branca precoç del subordre Passeri de l'ordre dels passeriformes. D'aquesta manera, el més correcte seria la col·locació en una família monotípica, els eupètids (Eupetidae), una de les tres famílies d'aus restringides a l'regió oriental.

## Descripció
- És un ocell mitjà, bastant prim, que fa aproximadament 28-30 cm de llargària, amb un pes de 66-72 g.[4]
- Coll llarg i prim, bec llarg i negre, cames llargues i cua llarga.
- Plomatge principalment de color marró amb el front, la corona i la gola més rogenc.[5]
- Llarga i negra línia ocular que va des del bec fins als costats del coll, i una superciliar blanca a sobre d'ella. Hi ha una franja de pell nua, blava al costat del coll que es pot veure quan canta.[6]
- Joves semblants als adults, però amb les ratlles del cap menys contrastades i amb la gola i el ventre gris blanquinós.[4][6][7]
- Té un cant llarg i monòton. Quan està agitat, fa una sèrie de sons semblants a les de les granotes.[4][7]

## Hàbitat i distribució
Es troba a la península de Malaca, sud de Tailàndia, Malàisia peninsular, Sumatra, Borneo i les illes Natuna. Principalment habita boscos madurs de les terres baixes i també en pantans i boscos humits. A vegades habita als boscos de baixa muntanya, fins a uns 1.060 m a la península de Malàisia i 900 m a Sumatra i Borneo. Es creu que està disminuint a causa de la pèrdua i degradació dels boscos i està classificat com "Gairebé Amenaçat".

## Hàbits
És una au tímida i reservada, que viu al terra dels boscos. Camina com un rascló, sacsejant el cap a la manera de les gallines, i prefereix córrer en lloc de volar quan és molestat.

## Alimentació
S'alimenta principalment d'insectes, incloent-hi les cigales, escarabats, aranyes i cucs.

## Reproducció
Se sap poc sobre els hàbits de reproducció. Ponen els ous al voltant de gener i febrer i s'han observat els pollets en juny. S'han descrit nius situats a prop del terra, en un munt de fulles mortes entre les tiges d'una planta, a uns 30 cm del sòl. El fabriquen amb fibres vegetals, amb forma de tassa. La posta és de dos ous de color blanc sense marques.

## Llistat de subespècies
- Eupetes macrocerus borneensis Robinson et Kloss 1921.
- Eupetes macrocerus macrocerus Temminck 1831.